# Torben Rhein
Torben Bjarne Rhein (* 12. Januar 2003 in Berlin) ist ein deutscher Fußballspieler. Er steht beim FC Emmen unter Vertrag und wird variabel im Mittelfeld eingesetzt; zudem ist er aktueller Nachwuchsnationalspieler.

## Karriere

### Vereine
Rhein begann mit dem Vereinsfußball beim FC Stern Marienfelde 1912. Auch außerhalb des Vereinsbetriebs war der Junge fußballbegeistert und spielte mit seinen Freunden auf einem Hartplatz im zentral gelegenen Park am Gleisdreieck. Hier tat es Rhein beispielsweise den Berliner Boateng-Brüdern Jérôme, Kevin-Prince und George gleich und verbesserte im Laufe der Zeit seine Technik, seine Beidfüßigkeit und Reaktionsschnelligkeit. Als F-Jugendlicher wechselte Rhein in das Nachwuchsleistungszentrum von Hertha BSC, wo er acht Jahre lang unter professionellen Bedingungen ausgebildet wurde und mehrere Teams als Mannschaftskapitän anführte. Mit Berliner Jugendmannschaften nahm der Mittelfeldspieler an diversen internationalen Turnieren teil, wo Klubs wie der FC Barcelona oder Arsenal auf ihn aufmerksam wurden; doch er blieb bei der Hertha.
2017 verließ er Berlin dann aus „perspektivischen Gründen“ doch und wechselte zum FC Bayern München, bei dem er seine fußballerische Ausbildung am vereinseigenen Nachwuchscampus fortsetzte. Hermann Gerland, der zu dieser Zeit den Campus gemeinsam mit Jochen Sauer führte, hatte Rhein persönlich gesichtet und im Rahmen einer Talkrunde im Deutschen Fußballmuseum die Worte „Torben Rhein. Merkt Euch diesen Namen!“ an die Konkurrenz gerichtet. Einhergehend mit dem Beginn seines Engagements in der Landeshauptstadt sicherte sich der Jungspieler die Dienste von Steffen Tepel. Der ehemalige Nordische Kombinierer hatte sich im Anschluss an seine Laufbahn zum Neuroathletiktrainer ausbilden lassen und wurde Rheins Privattrainer. Tepel bescheinigte seinem Schützling eine „hervorragende Beidfüßigkeit und Symmetrie der Bewegungstechnik im Schuss“, was er auf die „Ausbalancierung beider Hirnhälften“ sowie Rheins Vergangenheit auf den Bolzplätzen zurückführte. Zur Saison 2018/19 rückte der Berliner gemeinsam mit anderen Spielern des 2003er-Jahrgangs wie Angelo Brückner oder Lasse Günther in die U17 auf, für die bereits unter anderem Jamie Lawrence und Malik Tillman ein Jahr lang spielten. Rhein wurde von Trainer und Ex-Profi Miroslav Klose hauptsächlich im offensiven, manches Mal auch im zentralen Mittelfeld eingesetzt. In 20 Spielen schoss er zwölf Tore, bereite vier weitere vor und trug damit zur Qualifikation für die deutschlandweite Endrunde bei, in der die Münchner gegen den 1. FC Köln ausschieden. Noch während der laufenden Saison lief Rhein erstmals für die A-Junioren auf. Auch dort konnte sich der erst 15-jährige Mittelfeldspieler in der Folge trotz seiner Größe von 173 cm durchsetzen, wurde weiter auf variablen Positionen eingesetzt und sammelte später mit dem Team in der UEFA Youth League erste Erfahrungen gegen internationale Gegner. Gegenüber dem DFB äußerte sich der Jungnationalspieler mit den Worten „Ich bin ballsicher, beidfüßig, möchte immer anspielbar sein und somit eine Sicherheit auf mein Team ausstrahlen. Wenn ich den Ball habe, dann versuche ich, Lösungen zu finden. Klar ist in meinem Alter auch: Ich kann überall noch viel besser werden.“
Obwohl er in der Saison 2019/20 weiterhin für die B-Jugend spielberechtigt war, spielte der Mittelfeldspieler nur noch für die U19. Im Vorfeld soll sich Medienberichten zufolge der FC Chelsea für ihn interessiert haben. Am 34. Spieltag der Drittligasaison 2019/20 debütierte er 17-jährig für die zweite Herrenmannschaft beim 2:2-Unentschieden im Auswärtsspiel gegen den 1. FC Magdeburg. Hintergrund war unter anderem die COVID-19-Pandemie, welche zum vorzeitigen Abbruch der laufenden Junioren-Bundesligaspielzeiten geführt hatte. Darüber hinaus wurden in den Profiligen, die den Spielbetrieb wieder aufgenommen hatten, temporär fünf statt drei Einwechslungen gestattet und viele Teams nutzten die Gelegenheit, um ihren Junioren wertvolle Spielpraxis zu verschaffen. Die kleinen Bayern holten am Saisonende erstmals den Meistertitel, durften aber als Zweitmannschaft eines Bundesligisten nicht aufsteigen. Im Anschluss an die Saison wurde Rhein in der Altersklasse U17 mit der Fritz-Walter-Medaille in Silber und somit als fünfter Preisträger aus den Reihen der Bayern-Junioren ausgezeichnet. Zwischen Sommer 2020 und 2021 war der Spieler häufig nur auf dem Trainingsplatz für die Münchner aktiv. Aufgrund der weiterhin präsenten Pandemielage konnten in der A-Junioren-Bundesliga nur vier Spiele absolviert werden, ehe die Spielzeit erneut unter- und schließlich abgebrochen wurde. Bei der U23 ermöglichten ihm seine Trainer Holger Seitz sowie Danny Schwarz und Martín Demichelis zwar neun Startelfnominierungen, über die volle Saison gesehen musste er sich aber im Mittelfeld hinter den Mitspielern Angelo Stiller (defensiv), Christopher Scott (offensiv) und Timo Kern (zentral) einreihen. Bereits einige Monate zuvor hatten sich Verein und Spieler auf eine Verlängerung des auslaufenden Vertrags bis zum 30. Juni 2022 geeinigt.
Im Frühjahr 2021 musste Bayern München II als erster Drittligameister den Gang in die Regionalliga antreten. Während seine Mannschaftskameraden die ersten fünf Ligaspiele souverän gewannen, griff Rhein erst ab dem 6. Spieltag auf dem Platz ein, nachdem er unter dessen neuen Trainer Julian Nagelsmann am Sommertrainingslager des Bundesligateams teilgenommen hatte. Bis zur Winterpause verlor Rhein mit der Mannschaft nur zwei Spiele und trat mit ihr in direkte Konkurrenz mit der SpVgg Bayreuth um den ersten Tabellenrang. Er war häufig Teil eines Dreiermittelfelds, das er mit Eyüp Aydın, Timo Kern oder Gabriel Vidović formte und konnte drei Torvorlagen liefern. In Folge einer COVID-19-Infektion sowie einer Bänderverletzung war Rhein von Ende Oktober 2021 bis Mitte April 2022 nicht mehr in der Lage, für die Bayern zu spielen und verpasste so unter anderem das Rückspiel gegen Bayreuth, das mit 0:4 verloren ging. Nach seiner Rückkehr war Rhein im 4-3-3 wieder gesetzt und gewann mit der Mannschaft fünfmal in Folge, ehe man einmal verlor und einmal unentschieden spielte. Letztendlich hatten die Bayreuther aber sieben Zähler weniger, weshalb diese in die 3. Liga aufstiegen.
Zur Saison 2022/23 verlängerte Rhein seinen auslaufenden Vertrag bis zum 30. Juni 2025 und wechselte für ein Jahr auf Leihbasis in die österreichische Bundesliga zum Aufsteiger SC Austria Lustenau. Bis zum Ende der Saison kam er zu 21 Bundesligaeinsätzen für die Lustenauer. Im Juli 2023 wurde sein Leihvertrag anschließend um ein weiteres Jahr verlängert. In der Saison 2023/24 kam er zu 21 Einsätzen in der Bundesliga, aus der er mit der Austria aber abstieg.
Zur Saison 2024/25 kehrte Rhein im Anschluss nicht nach München zurück, sondern wechselte in die Niederlande zum Zweitligisten FC Emmen, bei dem er einen bis 2027 laufenden Vertrag erhielt.

### Nationalmannschaft
Der ehemalige Spieler der Berlin-Auswahl bestritt zwei Länderspiele für die U15-, sechs für die U16- und zehn für die U17-Nationalmannschaft. Sein Debüt für die U18-Nationalmannschaft gab er am 4. September 2018 in Leipzig bei der 1:3-Niederlage gegen die U18-Auswahl Dänemarks. Seit der U16 ist Rhein in jedem Team häufiger als dessen Spielführer aufgelaufen.

## Auszeichnungen
- Preisträger der Fritz-Walter-Medaille 2020 in Silber